# Valentin Demianenko
Valentin Demianenko –en ucraniano, Валентин Демяненко– (Cherkasy, 23 de octubre de 1983) es un deportista ucraniano que compite en piragüismo en la modalidad de aguas tranquilas (desde 2009 participa bajo la nacionalidad azerbaiyana).
Participó en los Juegos Olímpicos de Río de Janeiro 2016, obteniendo una medalla de plata en la prueba de C1 200 m. En los Juegos Europeos de Bakú 2015 consiguió una medalla de plata en la prueba de C1 200 m.
Ha ganado seis medallas en el Campeonato Mundial de Piragüismo entre los años 2005 y 2013, y seis medallas en el Campeonato Europeo de Piragüismo entre los años 2005 y 2013.

## Palmarés internacional
| Representando a Ucrania    |                             |                  |              |
| Campeonato Mundial         |                             |                  |              |
| Año                        | Lugar                       | Medalla          | Competición  |
| 2005                       | Zagreb (Croacia)            | Medalla de oro   | C1 200 m     |
| 2006                       | Szeged (Hungría)            | Medalla de plata | C1 200 m     |
| Campeonato Europeo         |                             |                  |              |
| Año                        | Lugar                       | Medalla          | Competición  |
| 2005                       | Poznań (Polonia)            | Medalla de plata | C1 200 m     |
| Representando a Azerbaiyán |                             |                  |              |
| Juegos Olímpicos           |                             |                  |              |
| Año                        | Lugar                       | Medalla          | Competición  |
| 2016                       | Río de Janeiro (Brasil)     | Medalla de plata | C1 200 m     |
| Campeonato Mundial         |                             |                  |              |
| Año                        | Lugar                       | Medalla          | Competición  |
| 2009                       | Dartmouth (Canadá)          | Medalla de oro   | C1 200 m     |
| 2011                       | Szeged (Hungría)            | Medalla de oro   | C1 200 m     |
| 2011                       | Szeged (Hungría)            | Medalla de plata | C1 4 × 200 m |
| 2013                       | Duisburgo (Alemania)        | Medalla de oro   | C1 200 m     |
| Juegos Europeos            |                             |                  |              |
| Año                        | Lugar                       | Medalla          | Competición  |
| 2015                       | Bakú (Azerbaiyán)           | Medalla de plata | C1 200 m     |
| Campeonato Europeo         |                             |                  |              |
| Año                        | Lugar                       | Medalla          | Competición  |
| 2009                       | Brandeburgo (Alemania)      | Medalla de oro   | C1 200 m     |
| 2011                       | Belgrado (Serbia)           | Medalla de oro   | C1 200 m     |
| 2011                       | Belgrado (Serbia)           | Medalla de oro   | C1 500 m     |
| 2012                       | Zagreb (Croacia)            | Medalla de oro   | C1 200 m     |
| 2013                       | Montemor-o-Velho (Portugal) | Medalla de plata | C1 200 m     |